# Município de Morgan (condado de Knox, Ohio)
O município de Morgan (em inglês: Morgan Township) é um município localizado no condado de Knox no estado estadounidense de Ohio. No ano de 2010 tinha uma população de 1.085 habitantes e uma densidade populacional de 16,07 pessoas por km².

## Geografia
O município de Morgan encontra-se localizado nas coordenadas 40° 16′ 59″ N, 82° 26′ 15″ O. Segundo o Departamento do Censo dos Estados Unidos, o município tem uma superfície total de 67.54 km², da qual 67,37 km² correspondem a terra firme e (0,24 %) 0,16 km² é água.

## Demografia
Segundo o censo de 2010, tinha 1.085 habitantes residindo no município de Morgan. A densidade populacional era de 16,07 hab./km². Dos 1.085 habitantes, o município de Morgan estava composto pelo 98,8 % brancos, o 0,37 % eram afroamericanos, o 0,09 % eram asiáticos, o 0,09 % eram de outras raças e o 0,65 % eram de uma mistura de raças. Do total da população o 0,83 % eram hispanos ou latinos de qualquer raça.